# Liste der Biografien/Hilm
Liste der Biografien |
Portal Biografien |
Personensuche
# |
A |
B |
C |
D |
E |
F |
G |
H |
I |
J |
K |
L |
M |
N |
O |
P |
Q |
R |
S |
T |
U |
V |
W |
X |
Y |
Z |
?
 
Ha |
Hd |
He |
Hi |
Hj |
Hk |
Hl |
Hm |
Hn |
Ho |
Hr |
Hs |
Ht |
Hu |
Hv |
Hw |
Hy
 
Hia |
Hib |
Hic |
Hid |
Hie |
Hif |
Hig |
Hih |
Hii |
Hij |
Hik |
Hil |
Him |
Hin |
Hio |
Hip |
Hir |
His |
Hit |
Hiv |
Hiw |
Hix |
Hiy |
Hiz
 
Hila |
Hilb |
Hilc |
Hild |
Hile |
Hilf |
Hilg |
Hilh |
Hili |
Hilj |
Hilk |
Hill |
Hilm |
Hilp |
Hils |
Hilt |
Hilu |
Hilv |
Hilz
Die Liste der Biografien führt alle Personen auf, die in der deutschsprachigen Wikipedia einen Artikel haben. Dieses ist eine Teilliste mit 28 Einträgen von Personen, deren Namen mit den Buchstaben „Hilm“ beginnt.

## Hilm
- Hilm, Carl (1854–1954), österreichischer Generalmajor und Schriftsteller

### Hilma
- Hilman, Ariel (* 1986), israelischer Volleyball- und Beachvolleyballspieler
- Hilman, Syafi (* 2003), singapurischer Fußballspieler
- Hilmar Jensson (* 1966), isländischer Jazzgitarrist
- Hilmar Oddsson (* 1957), isländischer Regisseur, Drehbuchautor, Filmproduzent und Musiker
- Hilmar Örn Hilmarsson (* 1958), isländischer Musiker und Filmmusiker
- Hilmar Örn Jónsson (* 1996), isländischer Kugelstoßer
- Hilmar Pétursson (* 2000), isländischer Basketballspieler
- Hilmar Þorbjörnsson (1930–1999), isländischer Leichtathlet
- Hilmar, Ernst (1938–2016), österreichischer Musikwissenschaftler und Bibliothekar
- Hilmar, Franz, deutscher Schwimmer

### Hilme
- Hilmer, Aaron (* 1999), deutscher Schauspieler
- Hilmer, Charlotte (1909–1958), deutsche Malerin und Grafikerin
- Hilmer, Ernst (1801–1862), deutscher Kommunalpolitiker und Bürgermeister
- Hilmer, Heinz (* 1936), deutscher Architekt
- Hilmer, Hermann (1841–1916), deutscher evangelischer Geistlicher
- Hilmer, Nils (* 1981), deutscher politischer Beamter (SPD)
- Hilmer, Olaf (* 1972), deutscher Politiker (AfD)
- Hilmerová, Monika (* 1974), slowakische Schauspielerin
- Hilmers, David C. (* 1950), US-amerikanischer Astronaut
- Hilmes, Hans-Jürgen (* 1962), deutscher Architekt
- Hilmes, Oliver (* 1971), deutscher Historiker, Publizist und AutorOliver Hilmes (* 1971)

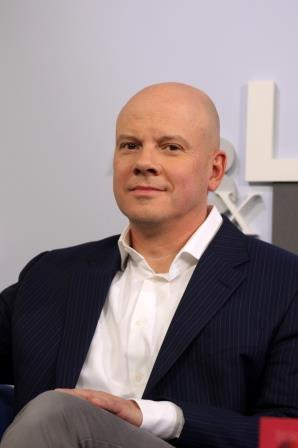
Oliver Hilmes (* 1971)

- Hilmes, Ralf (* 1965), deutscher Fußballschiedsrichter
- Hilmes, Rolf (* 1948), deutscher Autor und Panzerexperte
- Hilmeyer, Hans (* 1890), deutscher NS-Funktionär

### Hilmi
- Hilmi, Rafiq (1898–1960), kurdisch-irakischer Historiker, Schriftsteller und Politiker
- Hilmioğlu, Fatih (* 1954), türkischer Hochschullehrer und Mediziner
- Hilmir Snær Guðnason (* 1969), isländischer Schauspieler